# Giovanni Salviati
Giovanni Salviati (ur. 24 marca 1490 we Florencji, zm. 28 października 1553 w Rawennie) – włoski kardynał.

## Życiorys
Był jednym z jedenaściorga dzieci Jacopo Salviatiego i Lucrezii de' Medici oraz bratem kardynała Bernardo Salviatiego. W młodości był protonotariuszem apostolskim. 1 lipca 1517 został kreowany kardynałem i otrzymał diakonię Santi Cosma e Damiano. W ciągu kariery kościelnej zostały mu nadane liczne biskupstwa, jednak pełnił w nich jedynie rolę administratora diecezji. Były to m.in.: Ferrara (1520-1550), Bitetto (1532-1539) i Saint-Papoul (1538-1549). W międzyczasie pełnił funkcję legata w Hiszpanii, Francji i Umbrii, a także wicedziekana Kolegium Kardynałów. 8 stycznia 1543 został podniesiony do godności kardynała biskupa i objął diecezję suburbikarną Albano. Rok później objął diecezję Sabiny, a w 1546 diecezję Porto-Santa Rufiny. Zmarł w klasztorze kanoników laterańskich w Rawennie.